# ГЕС Дукоуба
ГЕС Дукоуба (渡口坝水电站) — гідроелектростанція у центральній частині Китаю в провінції Чунцін. Використовує ресурс із річки Meixi, лівої притоки Янцзи.
В межах проекту річку перекрили бетонною арковою греблею висотою 109 метрів, довжиною 248 метрів та шириною по основі 20 метрів. Вона утримує водосховище з об'ємом 98,5 млн м3 (корисний об'єм 70,1 млн м3), в якому припустиме коливання рівня поверхні у операційному режимі між позначками 536 та 575 метрів НРМ (під час повені до 577,3 метра НРМ).
Зі сховища через лівобережний гірський масив прокладено дериваційний тунель довжиною 19,6 км з діаметром 4,2 метра. Він транспортує ресурс для встановлених у машинному залі двох турбін потужністю по 64,5 МВт, які використовують напір у 310 метрів та забезпечують виробництво 435 млн кВт-год електроенергії на рік.
Видача продукції відбувається по ЛЕП, розрахованій на роботу під напругою 220 кВ.